# وزارة الصحة (إسبانيا)

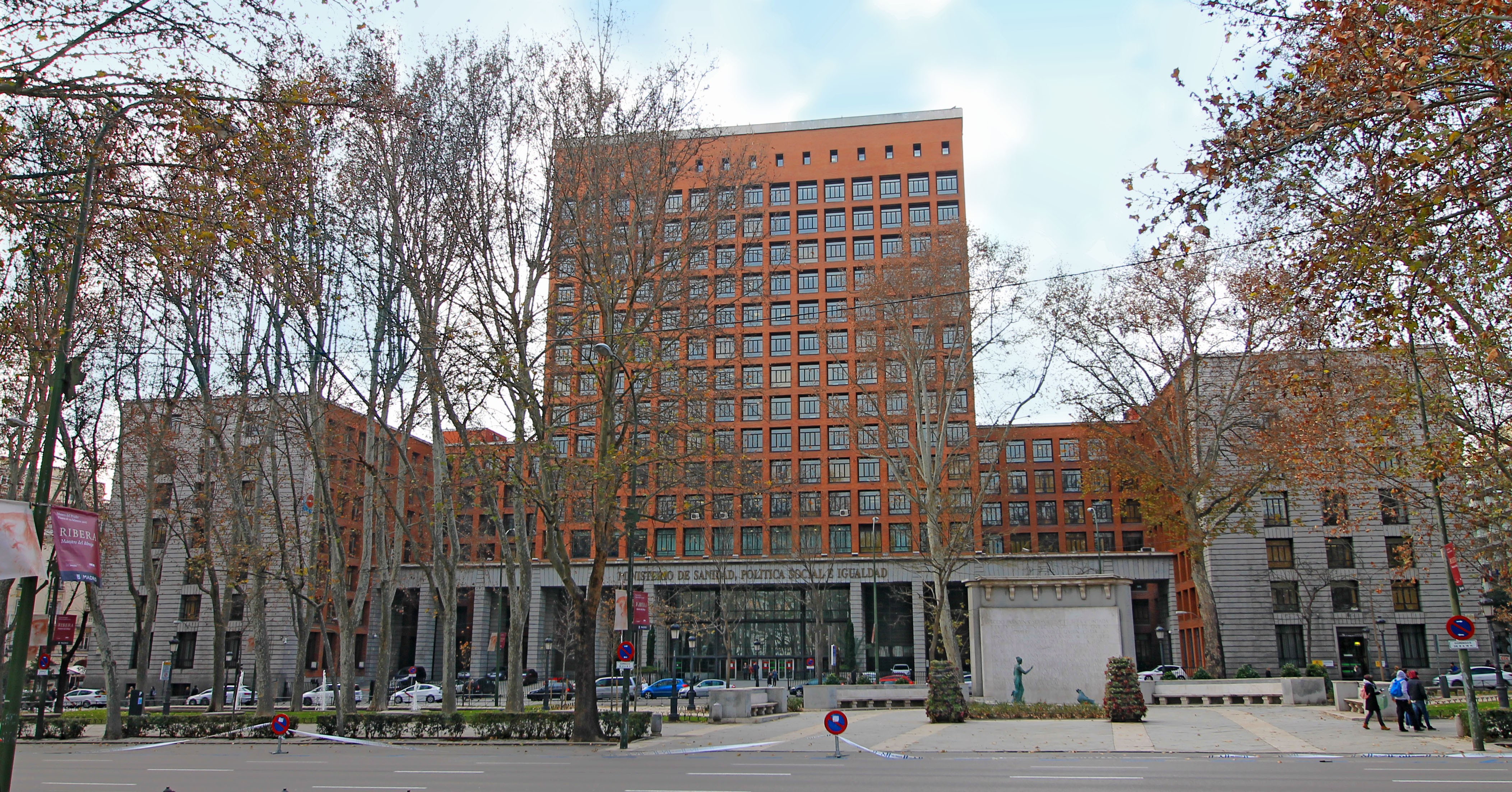
يستضيف فندق دار الاتحاد التجاري السابق المقر الرئيسي للوزارة.

وزارة الصحة والاستهلاك والرفاه الاجتماعي في إسبانيا (بالإسبانية: Ministerio de Sanidad, Consumo y Bienestar Social)‏ هي الهيئة الوزارية التي تتولى السياسة الصحية والاجتماعية والاستهلاكية. يقع المقر الرئيسي للوزارة في باسيو ديل برادو في مدريد، مقابل متحف برادو، وكان يُطلق عليها سابقاً اسم وزارة الصحة والخدمات الاجتماعية والمساواة.
ووفقاً ليوروستات، تنفق إسبانيا 6,2% من الناتج المحلي الإجمالي على الصحة، ما يقرب من 83 مليار $ (70 مليار €).

## المسؤوليات
وزارة الصحة والاستهلاك والرعاية الاجتماعية هي إدارة تابعة للإدارة العامة مسؤولة عن:
- اقتراح وتنفيذ سياسة الحكومة في مجالات الصحة والتخطيط والرعاية الطبية وشؤون الاستهلاك.
- ممارسة اختصاصات الإدارة العامة للدولة من أجل ضمان حق الحماية الصحية.
- اقتراح وتنفيذ سياسة الحكومة في الإدماج والتماسك الاجتماعي وحماية الأسرة والطفل والاهتمام بشؤون المعوقين أو الأشخاص المعالين.

## الهيكل
يتم تنظيم وزارة الصحة والاستهلاك والرعاية الاجتماعية في الهيئات العليا التالية:
- أمانة الدولة للخدمات الاجتماعية
  - المديرية العامة لخدمات الأسرة والطفل
  - المديرية العامة لسياسات دعم الإعاقة
  - وفد حكومي للخطة الوطنية للمخدرات
  - معهد الحكماء والخدمات الاجتماعية
  - معهد الشباب
- وكالة الصحة والاستهلاك والرعاية الاجتماعية
  - الأمانة العامة الفنية
- الامانة العامة للصحة والاستهلاك
  - المديرية العامة للصحة العامة والجودة والابتكار
  - المديرية العامة للحافظة الأساسية لخدمات النظام الصحي والصيدلة الوطنية
  - المديرية العامة للإدارة المهنية
  - المديرية العامة للاستهلاك
  - الوكالة الإسبانية للأدوية والأجهزة الطبية
  - الوكالة الإسبانية للاستهلاك والأمن الغذائي والتغذية
  - المنظمة الوطنية لزراعة الأعضاء

## التاريخ

### الفترة المبكرة
تم إنشاء الوزارة الحالية في الهيئة التشريعية التأسيسية في عام 1977، حيث دمجت مسؤوليات الصحة التي كانت تديرها حتى الآن وزارة الداخلية، وسلطات أمانة الضمان الاجتماعي.
يمكن العثور على دلالات على عمل الحكومة في مجال الصحة العامة والرفاه في القرن التاسع عشر. أنشأ المرسوم الملكي الصادر في 9 نوفمبر 1832 وزارة الأشغال العامة والنقل، والتي تضمنت صلاحيات «مجال الصحة مع المستوصفات، وحمامات المياه المعدنية» و «المؤسسات الخيرية». وصدر مرسوم ملكي آخر بتاريخ 10 مارس 1847، أنشأ وزارة للصحة، واحدة من ستة تتألف الآن من وزارة الداخلية. بقيت سلطات الدولة في هذا المجال مع هذه الدائرة حتى عام 1933، عندما تم نقل أمانة الصحة والرفاه إلى وزارة العمل، والتي أصبحت فيما بعد معروفة باسم وزارة العمل والصحة. في 4 نوفمبر 1936، تم إنشاء وزارة الصحة والرعاية الاجتماعية، مع امرأة تحمل حقيبة وزارية لأول مرة في تاريخ إسبانيا: فيديريكا مونتسيني. هذه الوزارة لم تدم طويلاً. فعندما حل رئيس وزراء الجمهورية، خوان نيغرين، محل فرانسيسكو لارجو كاباليرو، ألغيت الوزارة واستوعبت وزارة العمل، مرة أخرى بموجب مرسوم صدر في 5 يوليو 1937. بعد الحرب الأهلية الإسبانية، عادت المسؤولية إلى وزارة الداخلية حتى عام 1977.

### الهيئة التشريعية التأسيسية 1977
أنشأ المرسوم الملكي 1558 المؤرخ 4 يوليو 1977 الوزارة في شكلها الحالي، بما في ذلك مسؤولية الضمان الاجتماعي. يتألف فريق العمل من أمانتين (الإدارة والصحة)، وأمانة فنية وست مديريات: الموظفون والإدارة والمالية والمزايا والرعاية الصحية للخدمات الاجتماعية وإدارة الأدوية والصحة العامة والصحة العامة البيطرية.
لفترة قصيرة بين فبراير ونوفمبر 1981، تم دمج الصحة مرة أخرى مع حزب العمل. المرسوم الملكي رقم 2823 لعام 1981، أعاده إلى المرتبة الوزارية الكاملة ولكن هذه المرة دون ضمان اجتماعي بقي في وزارة العمل. بعد فوز حزب الشعب في انتخابات عام 1996، تم تعيين خوسيه مانويل روماي بيكاريا وزيراً للصحة وشؤون المستهلكين، وهو المنصب الذي شغله في جميع أنحاء الهيئة التشريعية السادسة. تحت إشرافه أنشئ في عام 1997، الوكالة الإسبانية للأدوية والمنتجات الصحية (Agencia Española de Medicamentos y Productos Sanitarios). في المجلس التشريعي السابع أصبحت سيليا فيلالوبوس وزيرة (2000-2002) وحققت سمعة سيئة بسبب تعاملها مع مرض جنون البقر. وقد خلفتها آنا باستور جوليان (2002-2004). تسببت أزمة البقرة المجنونة في إنشاء وكالة السلامة الغذائية الإسبانية بموجب القانون رقم 11/2001 (Agencia Española de Seguridad Alimentaria y Nutrición ، ومن 2007: Seguridad Alimentaria y Nutrición).
في بداية المجلس التشريعي الثامن، أصبحت إيلينا سالغادو وزيرة (2004 - 2007)، لكن الخطة الوطنية لمكافحة المخدرات (Plan Nacional sobre Drogas) انتقلت إلى وزارة الداخلية (2004). في 6 يوليو 2007، خلفتها بيرنات سوريا (2007-9)، عالمة خلفية. في المجلس التشريعي الحالي (التاسع)، أعيد تعيين سوريا في عام 2008، وخلفها ترينيداد خيمينيز (2009-2010) بعد خلط وزاري. في عهد Jiménez، أعيدت السياسة الاجتماعية إلى الحافظة الصحية، بما في ذلك معهد كبار السن والخدمات الاجتماعية (Instituto de Mayores y Servicios Sociales)، الذي كان سابقًا تحت التعليم. في إطار لير باجين (أكتوبر 2010 - ديسمبر 2011)، أضيفت مسؤولية قضايا المساواة إلى مهامها، والتي كانت في السابق تحت إشراف وزارة منفصلة خاصة بها، ومعهد المرأة (المعهد العالي) ومعهد الشباب (معهد الشباب) لا جوفينتود). في بداية المجلس التشريعي العاشر الحالي أصبحت آنا ماتو وزيرة. في 24 نوفمبر 2014، استقالت. في 3 ديسمبر 2014، خلفها ألفونسو ألونسو.